# Dood van Anne Faber
De dood van Anne Faber was het gevolg van een misdrijf dat zich afspeelde in 2017, nabij Soest. Op 29 september 2017 raakte de 25-jarige vrouw uit Utrecht vermist, waarna haar lichaam bijna twee weken later werd gevonden. Ze bleek meerdere keren te zijn verkracht en met opzet om het leven te zijn gebracht. In juli 2018 werd de 28-jarige Michael Panhuis voor het ontvoeren, verkrachten en doden van Faber in eerste aanleg veroordeeld tot 28 jaar celstraf, tbs met dwangverpleging en het betalen van een schadevergoeding van ruim 100.000 euro. In hoger beroep werd hij in juli 2019 opnieuw tot dezelfde celstraf en tbs veroordeeld; de schadevergoeding viel iets hoger uit. De Hoge Raad verlaagde in juni 2020 de opgelegde celstraf met vier maanden.
De zaak kreeg extra aandacht, omdat de dader tijdens het misdrijf geplaatst was in een psychiatrische instelling waar hij veel vrijheden genoot. Procedures voor zijn overplaatsing waren onzorgvuldig verlopen, evenals hoe hem de vrijheden waren verleend. Het leidde tot strengere landelijke regelgeving. Het Anne Faber Stipendium is naar het slachtoffer vernoemd.

## Vermissing en zoektocht
De op 15 december 1991 geboren Anne Faber verdween op vrijdagavond 29 september 2017 tijdens een toertocht per fiets, nadat ze vanuit Utrecht was vertrokken. Ze reed via Lage Vuursche, Baarn en Soest in de richting van het dorp Den Dolder in de gemeente Zeist. Om 18:50 uur verstuurde ze nog een selfie vanuit Baarn. Haar telefoon maakte vlak voor 19:30 uur voor de laatste keer contact met een zendmast ten zuiden van Soest. Toen zij die avond niet thuiskwam, werd aangifte gedaan van haar vermissing. Haar familieleden, vrienden en bekenden organiseerden een zoektocht die van 30 september tot en met 12 oktober duurde. Het duurde enkele dagen voordat er door de politie en uiteindelijk zo'n 65 militairen naar haar gezocht werd. Op 3 oktober werd haar jas gevonden, twee dagen later haar fiets en op 6 oktober haar rugtas.
Het Nederlands Forensisch Instituut stelde op 8 oktober vast dat zich op de jas van Faber DNA-materiaal bevond dat overeenkwam met het profiel van een destijds 27-jarige man. Hij was reeds veroordeeld tot een gevangenisstraf voor gewelds- en zedendelicten en werd behandeld in de Forensisch Psychiatrische Afdeling (FPA) Roosenburg in Den Dolder. De volgende dag werd hij gearresteerd op verdenking van betrokkenheid bij Fabers verdwijning. Op 11 oktober bekende hij. De dag erna werd Fabers lichaam op zijn aanwijzingen gevonden in het Horsterwold, een natuurgebied bij Zeewolde, waar het was begraven. Uit het forensisch onderzoek bleek dat de dader veel geweld had toegepast. Dat werd geconcludeerd uit het forse letsel – een groot aantal bloeduitstortingen – op het lichaam van het slachtoffer, die bij leven waren toegebracht.

## Bekentenis
Panhuis verklaarde dat, toen hij van een bospad het fietspad opreed, hij met zijn scooter in botsing kwam met de fiets van Faber. De vrouw wilde volgens hem de politie bellen en aangezien zijn scooter niet verzekerd was, zou hij haar telefoon hebben afgepakt en hebben vernield, waarna hij haar dwong om een bospad in te lopen waar hij haar op verschillende manieren verkrachtte. Hij nam Faber vervolgens geboeid achterop zijn scooter mee naar een verder afgelegen plek waar hij de vrouw doodde door met een mes haar keel door te snijden. Hij begroef haar eerst provisorisch onder wat bladeren en later ondiep onder het zand. Een deel van Fabers eigendommen, zoals haar jas, fiets, rugtas en pasjes, heeft hij later die avond in de omgeving op verschillende locaties achtergelaten of verstopt. 
De volgende avond leende hij de auto van zijn moeder, reed naar Zeewolde en groef daar aan een bospad een kuil. Daarna reed hij terug naar Soest, waar hij Fabers lichaam opgroef, in de auto legde en naar Zeewolde bracht. Daar maakte hij het lichaam schoon met chloor, waarna hij het opnieuw begroef. De auto liet hij reinigen in Amersfoort. Fabers telefoon, haar sieraden, de gouden ketting met groeibriljant die ze vermoedelijk om had en de oorringetjes die ze droeg op de laatste foto die ze maakte en verstuurde, werden niet teruggevonden.  Panhuis bleef tijdens zijn strafproces volhouden dat hij de sieraden nooit had gezien.

## Onderzoek Pollux
Panhuis bleek bij zijn arrestatie hardhandig door het arrestatieteam te zijn aangepakt. Hij liep daarbij een avulsiefractuur aan de rechterschouder op en deed aangifte van mishandeling, waarop de rechtbank een onderzoek instelde dat de naam "Pollux" meekreeg. Daaruit bleek dat het OM het arrestatieteam opdracht had gegeven om Panhuis na zijn aanhouding onmiddellijk te vragen naar de verblijf- of vindplaats van Faber en hem daarbij niet te wijzen op zijn zwijgrecht. Ook mocht hij "stevig beetgepakt" worden, doch het OM ontkende toestemming te hebben gegeven voor bedreiging of mishandeling. Na zijn aanhouding werd Panhuis, geblindeerd met een neopreenbril, op zijn buik in de transportbus gelegd en werd gedreigd dat de diensthond hem zou bijten als hij verzweeg waar Faber gevonden kon worden. Ook werd aan de handboeien gedraaid om hem pijnprikkels te geven. Niemand van het arrestatieteam zei te weten hoe Panhuis aan de avulsiefractuur was gekomen. De rechtbank achtte het echter aannemelijk dat die verwonding in de transportbus had plaatsgevonden en concludeerde dat er sprake was geweest van een "onmenselijke behandeling" en "onherstelbaar vormverzuim".

## Rechtszaak
De inhoudelijke behandeling van de strafzaak in eerste aanleg diende op 11 en 12 juni 2018. Moord werd door de rechtbank niet bewezen geacht, omdat niet viel te bewijzen dat Panhuis al van tevoren het plan had opgevat haar te doden. Zijn advocaten stelden dat hun cliënt puur impulsief had gehandeld. Zelf verklaarde Panhuis tijdens de rechtszaak dat hij pas tot het besluit kwam Faber te doden toen de vrouw naar een fietser om hulp schreeuwde. Hem werd "gekwalificeerde doodslag" ten laste gelegd (dus het doden van Anne Faber om de andere feiten – haar verkrachting en vrijheidsberoving – te verhullen), wat geldt als een zwaarder delict dan gewone doodslag. Op gekwalificeerde doodslag staat dezelfde maximumstraf als op moord. Het OM gaf aan geen levenslange gevangenisstraf te willen eisen, omdat bij een dergelijke strafoplegging de kans bestond dat hij na 25 jaar zonder behandeling in de maatschappij zou kunnen terugkeren.
De rechtbank in Utrecht veroordeelde Panhuis op 17 juli 2018 in eerste aanleg tot 28 jaar celstraf en tbs met dwangverpleging wegens het ontvoeren, verkrachten en om het leven brengen van Anne Faber. De straf kwam overeen met de eis van het OM. Verder moest hij de ouders en broer van Faber een schadevergoeding van minstens 137.354,65 euro betalen. Hij werd ook veroordeeld wegens het mishandelen van twee veiligheidsmedewerkers in het Pieter Baan Centrum en drie medewerkers van deze psychiatrische kliniek, waar hij verbleef ten tijde van het vooronderzoek. Het feit dat het arrestatieteam geheel onnodig een avulsiefractuur bij hem had veroorzaakt werd niet gezien als een reden tot strafvermindering, omdat de behandeling er niet toe had geleid dat hij een relevante, belastende verklaring had afgelegd.
De rechtbank concludeerde dat de man "(licht) verminderd toerekeningsvatbaar" was, de enige omstandigheid die een matigend effect had op de strafmaat. Panhuis leed aan een persoonlijkheidsstoornis met borderline en antisociale kenmerken. Ook was hij afhankelijk van alcohol, drugs en ritalin. De rechtbank benadrukte dat ze met de straf de man zo lang mogelijk uit de maatschappij wilde houden en hem daarin niet onbehandeld wilde laten terugkeren.

## Hoger beroep
Op 28 en 29 mei 2019 vond de inhoudelijke behandeling van het hoger beroep plaats bij het gerechtshof Arnhem-Leeuwarden. Het OM eiste opnieuw 28 jaar gevangenisstraf, gevolgd door tbs met dwangverpleging. Het OM meende echter dat inmiddels was komen vast te staan dat Panhuis de vrouw met een vooropgezet plan had gedood en vorderde om die reden dat hij voor moord veroordeeld werd. 
Na een tussenarrest van 13 december 2018 veroordeelde het hof Panhuis op 5 juli 2019 tot een gevangenisstraf van 28 jaar en tbs met dwangverpleging, onder meer opnieuw voor het verkrachten en doden van Anne Faber. Het hof vond – net als de rechtbank – dat niet vastgesteld kon worden dat Panhuis de jonge vrouw met voorbedachte raad (dus met een vooropgezet plan) van het leven had beroofd, zodat hij opnieuw werd vrijgesproken van moord. Hoewel delen van de verklaringen van Panhuis volgens het hof niet waar konden zijn, was dat - ook met de andere omstandigheden die uit het dossier bleken - onvoldoende om hem te veroordelen voor moord. Hij werd wel opnieuw veroordeeld voor ‘gekwalificeerde doodslag’. Daarnaast werd hij ook weer schuldig bevonden aan het mishandelen van vijf medewerkers in het Pieter Baan Centrum. Het hof zag net als de rechtbank geen aanleiding tot strafvermindering omdat bij zijn aanhouding door toedoen van het optreden van het arrestatieteam een stuk bot in zijn schouder was afgescheurd. Het hof vond wel dat bij de aanhouding zijn rechten waren geschonden, maar niet dat hij daardoor geen eerlijk proces had gekregen.
Zwaar werd meegewogen dat de man eerder jonge meisjes had verkracht en dat de straf die hij daarvoor kreeg nog niet eens helemaal was beëindigd toen hij Faber doodde. De licht verminderde toerekeningsvatbaarheid die de deskundigen bij Panhuis vaststelden was de enige enigszins matigende factor bij de op te leggen straf. Het werd onverantwoord geacht om hem zonder behandeling terug te laten keren in de maatschappij, ook omdat het risico dat hij weer strafbare feiten zou plegen als zeer hoog voor een zedendelict en als hoog voor een geweldsdelict werd ingeschat.
Aan de ouders en de broer van Faber moest hij een schadevergoeding betalen. De schadevergoeding viel deze keer iets hoger uit dan bij de eerste veroordeling. Naast de vergoeding van de materiële schade (onder andere de kosten van de crematie) ging het om een vergoeding van 40 duizend euro per persoon voor de shockschade. De shockschade was volgens het hof het gevolg van de confrontatie van hen met het lichaam van hun dochter en zus en de posttraumatische stressstoornis die daar het gevolg van was. Het gerechtshof zag, anders dan de rechtbank, geen aanleiding om de hoogte van de vergoeding voor de ouders anders te beoordelen dan die van de broer. Het hof wees de gevorderde affectieschade niet toe, omdat dit in deze zaak volgens de wet niet mogelijk was.

## Beklag geen vervolging arrestatieteam
Op 18 januari 2018 deed Panhuis aangifte van mishandeling en bedreiging bij zijn aanhouding op 9 oktober 2017. Hij  verzocht om vervolging van het vijfkoppige arrestatieteam. Op 7 juni 2018 werd zijn aangifte door het OM geseponeerd. Tegen deze beslissing deed Panhuis beklag bij het gerechtshof als bedoeld in artikel 12 van het Wetboek van Strafvordering.
Bij beschikking van 17 juli 2019 beval het Gerechtshof Amsterdam de officier van justitie om de beklaagden te vervolgen, met de last om nader strafrechtelijk onderzoek te verrichten naar de gang van zaken bij de aanhouding van Panhuis op 9 oktober 2017 en zijn overbrenging naar een cellencomplex daarna. Het nadere onderzoek diende mede betrekking te hebben op de instructies van de leidinggevenden.

## Cassatie
Op 5 juli 2019 had het gerechtshof geoordeeld dat een vernederende en onmenselijke behandeling van de verdachte, gekwalificeerd als vormverzuim, uitsluitend kan leiden tot strafvermindering als dit verzuim daarnaast ook meebrengt dat zijn recht op een eerlijk proces is geschonden, althans dat hij in zijn verdediging is geschaad.
Panhuis stelde cassatieberoep in tegen het arrest van 5 juli 2019. Zijn tweede cassatiemiddel richtte zich tegen de verwerping door het hof van zijn verweer strekkende tot strafvermindering.
De Hoge Raad verwierp de opvatting van het hof: ook ander voldoende ernstig nadeel van de verdachte —hier: het aan Panhuis onnodig toegebracht ernstig letsel— kan grond bieden voor compensatie in de vorm van strafvermindering. De Hoge Raad deed de zaak zelf af: op 23 juni 2020 verminderde hij de opgelegde gevangenisstraf met vier maanden. De tbs-maatregel bleef ongewijzigd in stand.

## Rol van betrokken instanties
De zaak kreeg extra media-aandacht omdat Panhuis tijdens het plegen van zijn misdrijf al een langdurige straf uitzat wegens onder meer een dubbele verkrachting van twee minderjarigen. Als onderdeel van zijn terugkeer in de maatschappij was hij tot het einde van zijn detentieverblijf tijdelijk ondergebracht in de Forensisch Psychiatrische Afdeling (FPA) Roosenburg. Daar kreeg hij vrijheden, waardoor hij zich buiten het instituut kon bewegen. Procedures voor zijn overplaatsing naar de FPA bleken onzorgvuldig te zijn verlopen, evenals de wijze waarop hem daar vrijheden werden verleend. Zo waren de veiligheidsrisico’s voor de samenleving onvoldoende ingeschat.  
Na de veroordeling deden de Inspectie Justitie en Veiligheid en de Inspectie Gezondheidszorg en Jeugd nader onderzoek naar de justitiële overplaatsingen van Panhuis, alsook naar zijn bewegingsvrijheid en de verlofregeling. Op 28 maart 2019 publiceerden de Onderzoeksraad voor Veiligheid (OVV), de Inspectie Justitie en Veiligheid en de Inspectie Gezondheidszorg en Jeugd twee onderzoeken over de verdachte. In de rapporten werden vernietigende conclusies getrokken met betrekking tot de wijze waarop de Dienst Justitiële Inrichtingen, de psychiatrische kliniek in Den Dolder waar hij in 2017 verbleef, en de gevangenis in Vught waar hij eerder in zat, elk op zich in de jaren voorafgaand aan dit misdrijf met hem waren omgegaan. Uit de rapporten bleek dat er bij de betrokken instanties onvoldoende zicht was op de risico’s van Panhuis voor de samenleving, dat procedures niet goed werden gevolgd en dat cruciale informatie niet volledig werd gedeeld. De nadruk lag bij het detentieverloop van Panhuis te veel op zorg voor hem en te weinig op de veiligheid van de samenleving. Zo kreeg hij de gelegenheid om zich buiten het instituut vrijelijk te bewegen. De OVV concludeerde voorts dat in het algemeen de zorg binnen de psychiatrische sector te veel was gericht op persoonlijke zorg voor een delinquent, en te weinig op het beschermen van diens omgeving.
De justitiële opnames van Panhuis gingen terug tot 2011, toen hij voor het eerst door de rechtbank werd veroordeeld vanwege de verkrachting van twee meisjes (waarvan een beweerde dat ze door hem ontmaagd werd) op 1 mei 2010, vijf afpersingen in vereniging, poging tot diefstal met geweld in vereniging en verboden wapenbezit. Er werd onder meer duidelijk dat de kliniek in Den Dolder er niet van op de hoogte was dat hij ook voor een dubbele verkrachting veroordeeld was. Bij zijn overplaatsing vanuit de gevangenis naar de kliniek werd hierover niet gecommuniceerd, aangezien hij op grond van de privacywetgeving zelf mocht bepalen welke informatie over hem werd vrijgegeven. In zowel de gevangenis als de kliniek werd hij vooral behandeld vanwege zijn agressieve gedrag en drugsverslaving, waarbij het feit dat hij ook een zedendelinquent was geheel naar de achtergrond verdween. Bij de gemeente Zeist (waar Den Dolder onder valt) was men zelfs niet op de hoogte van zijn verblijf in de kliniek.
De Inspectie Justitie en Veiligheid en de Inspectie Gezondheidszorg en Jeugd bevalen aan om de knelpunten aan te pakken. Onder meer werd geadviseerd om een betere afweging te maken van de risico's voor de samenleving bij het toekennen van vrijheden aan gedetineerden met psychiatrische, persoonlijkheids- en verslavingsproblemen.

## Politieke gevolgen
Minister voor Rechtsbescherming Sander Dekker nam de aanbevelingen uit de rapporten van de Inspectie Justitie en Veiligheid, de Inspectie Gezondheidszorg en Jeugd en de Onderzoeksraad voor Veiligheid in hun geheel over. Dekker erkende dat de in de rapporten genoemde instanties grote fouten hadden gemaakt. Ook bood Dekker de nabestaanden van Faber persoonlijk excuses aan. Tijdens een Tweede Kamerdebat op 3 april 2019 legde Dekker nogmaals verantwoording af over de manier waarop diverse betrokken organisaties tekort waren geschoten in hun behandeling van Panhuis. De PVV diende tegen Dekker een motie van wantrouwen in, die verworpen werd.
Na het verschijnen van de rapporten besloot Dekker geen uitplaatsingen meer toe te laten voor gedetineerden die niet meewerken aan het verstrekken van alle benodigde informatie. Met het Besluit forensische zorg, waarmee het kabinet instemde, werd vanaf begin juni 2019 meer informatie-uitwisseling verplicht gesteld. Gegevens uit het persoonsdossier (onder meer de pro Justitia-rapportage en reclasseringsrapporten), het behandeldossier en informatie over de behandeltrouw van de gedetineerde dienden in het vervolg gedeeld te worden met de forensische instelling en/of de reclassering. 
Vanaf 1 januari 2019 werd het al mogelijk om gegevens uit het penitentiaire dossier te delen met de instelling voor forensische zorg waar een gedetineerde wordt geplaatst. Sinds eind maart 2019 mogen veroordeelden van ernstige gewelds- of zedenmisdrijven niet meer uitgeplaatst worden zonder dat daar een delictanalyse en risicotaxatie aan vooraf is gegaan. Met het Besluit forensische zorg werd dit in regelgeving vastgelegd. Sinds maart 2019 kunnen gedetineerden in de forensische zorg alleen nog maar in het kader van behandeling en resocialisatie in de laatste fase van hun straf in aanmerking komen voor vrijheden.

## Nasleep

### Boeken over Anne Faber
Een oom van Anne Faber, Hans Faber, publiceerde in 2019 een boek met als titel Anne. Kroniek van een zoektocht met een nawoord van Wim Faber, de vader van Anne. AD-journalist Yelle Tieleman publiceerde in april 2019 het boek Hoe kon dit gebeuren? Over de zaak Anne Faber, collectieve woede en de lessen voor de toekomst, waarin onder meer het verleden van de dader aan bod komt.
Op 28 januari 2020 werd het boek Schouder aan schouder. Burger- en politieparticipatie tijdens de vermissing van Anne Faber. Leerpunten uit de samenwerking tussen burgers en politie uitgebracht, geschreven door Jerôme Lam en Nicolien Kop. Het kwam voort uit een door de Dienst Regionale Recherche van de Eenheid Midden-Nederland geïnitieerd onderzoek naar hoe de politie dient om te gaan als burgers op zoek willen gaan naar vermiste personen. Als ijkpunt fungeerde het burgerinitiatief bij de vermissing van Faber. De conclusie uit het onderzoek was dat de politie dergelijke burgerinitiatieven niet moet proberen tegen te houden, maar juist vroegtijdig contact moet zoeken en goede afspraken moet maken.

### Interviews
Verslaggever Jaap van Deurzen hield in mei 2019 een uitgebreid interview met de vader van Anne Faber. Op 6 november 2024 zond de EO een gesprek uit tussen Joram Kaat en de moeder van Michael Panhuis, als onderdeel van de serie Wat nu?.

### Anne Faber Stipendium
Minister Ingrid van Engelshoven van Onderwijs, Cultuur en Wetenschap reikte in 2018 het eerste Anne Faber Stipendium uit. Het Huis Utrecht startte dat jaar met de toelage, bedoeld voor een nieuwe generatie zakelijke leiders in de Nederlandse theater- en danssector. Anne Faber had de ambitie om zakelijk leider in de kunstwereld te worden. Bij Het Huis Utrecht zette zij stappen in deze richting door binnen haar functie jonge theatermakers zakelijk te ondersteunen. Met de toelage wilde Het Huis Utrecht de naam en ambitie van Faber positief laten voortleven en tevens een bijdrage leveren aan de ontwikkeling van talentvolle zakelijke leiders in de Nederlandse theater- en danswereld.